# Kapalika

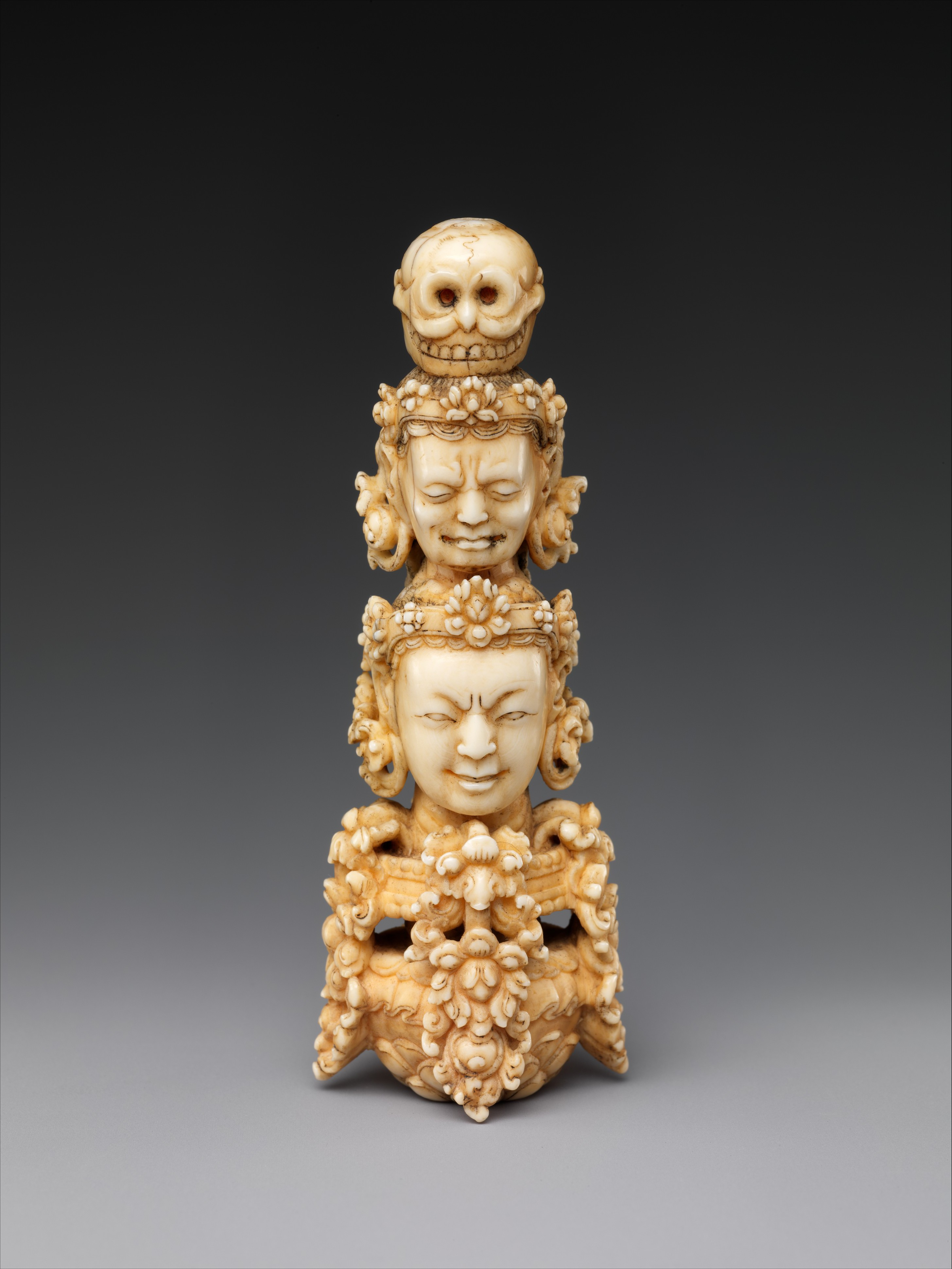
Nel Buddhismo Vajrayana, si dice che il simbolo del tridente con il teschio in cima (khaṭvāṅga) sia ispirato alla sua associazione con i Kapalika. Nella foto è raffigurato un khaṭvāṅga in avorio, arte cinese del XV secolo.

I Kāpālika erano membri di una setta tantrica dell'antica India, noti per le loro pratiche e rituali estremi. Erano asceti che vivevano isolati, dove meditavano ed eseguivano rituali utilizzando teschi umani. La parola deriva dal termine sanscrito kapāla, che significa teschio, e kāpālika può essere tradotto come uomini-teschio o portatori di teschi.
Il culto del teschio dei Kapalika si riferisce ad un mito in cui Shiva taglia a metà la quinta testa del dio Brahma e vaga come un asceta in espiazione, con la testa di Brahma recisa che si era fissata alla mano come ciotola per l'elemosina. Secondo un'altra storia, Brahma insultò Shiva, dopo di che quest'ultimo creò Bhairava, che tagliò la testa di Brahma. Shiva, nella sua manifestazione di Bhairava, dovette quindi andare in giro come un mendicante.

## Storia
I Kapalika erano una setta di asceti devoti al dio indù Shiva. Una delle prime menzioni dei Kapalika è contenuta nel Sattasaī del poeta Hāla risalente a un periodo compreso tra III secolo e il V secolo d.C.. Essi tradizionalmente portavano con sé un bastone, composto da tre verghe (tridanda) sormontato da un teschio (khaṭvāṅga), e un teschio umano vuoto come ciotola per l'elemosina.
Secondo il Kūrma Purāṇa uno dei principali centri di culto era la città di Varanasi, sede di un Kapalamochana, ovvero un santuario edificato nel luogo in cui il teschio si era liberato.
Gli Aghori sono l'unica setta sopravvissuta derivata dalla tradizione Kāpālika.

## Nell'arte
In alcune raffigurazioni il dio Shiva viene rappresentato come un Kapalika.

La tradizione Kāpālika e le sue propaggini nello Scivaismo

## Letteratura
Nel romanzo Kapalkundala, pubblicato nel 1866, lo scrittore bengalese Bankim Chandra Chatterji descrive il destino di una giovane donna che viene cresciuta da un Kapalika in una foresta remota e la sua storia d'amore dal finale tragico.